# Mycosphaerella bulgarica
Mycosphaerella bulgarica är en svampart som tillhör divisionen sporsäcksvampar, och som beskrevs av Franz Petrak. Mycosphaerella bulgarica ingår i släktet Mycosphaerella, och familjen Mycosphaerellaceae. Arten är reproducerande i Sverige.